# Armand Barau
Charles Armand Jean-Marie Adrien Barau (* 15. März 1921 in Sainte-Marie; † 17. August 1989) war ein französischer Unternehmer, Landwirt und Naturschützer von Réunion.

## Leben
Barau war der Sohn von Charles Armand Barau und Marthe Payen. Er entstammte einer Ahnenreihe von Landbesitzern und Robenbürgern. Sein jüngerer Bruder Yves (* 1928) wurde später Bürgermeister von Sainte-Marie. 1946 heiratete er Nicole Boudet, mit der er sechs Kinder hatte. Er absolvierte die Sekundarschule am Lycée Leconte-de-Lisle in Sainte-Denis und ging dann nach Paris, wo er Agrarwesen an der AGRO studierte. Mit einem Ingenieurdiplom kehrte er nach Réunion zurück und wurde Mitarbeiter bei der Firma Adrien Bellier, einem von seinem Urgroßvater gegründeten Industriekonzern, zu dem auch die Zuckerfabrik in Bois Rouge gehörte. Nach dem Tod des Eigentümers im Jahr 1958 wurde er zum Generaldirektor ernannt. Er leitete die Firma und modernisierte sie, bevor sie 1979 von der Unternehmensgruppe Quartier-Français übernommen wurde.
Als Großgrundbesitzer führte er zahlreiche innovative Experimente durch, sowohl im Bereich des Zuckerrohranbaus (insbesondere die biologische Bekämpfung der Käferart Hoplochelus marginalis) als auch im Bereich der Aufforstung sowie der Aufzucht von Hirschen in Halbfreiheit zur Fleischproduktion. Vom 10. April 1961 bis Dezember 1962 war er Bürgermeister von Saint-André  und Gemeinderat. Im Mai 1969 war er Mitglied des Unterstützungskomitees für die Kandidatur von Georges Pompidou für die Wahl des französischen Staatspräsidenten, das von Pierre Lagourgue auf Réunion gegründet wurde. Er war Präsident des Syndikats der Zuckerhersteller und Rumproduzenten, von 1962 bis 1989 Präsident des Centre d’essai de recherche et de formation (CERF), Vizepräsident der Industrie- und Handelskammer von Réunion, Mitbegründer und später Vorsitzender des Arbeitgeberverbands Comité de Liaison pour les Intérêts Economiques de la Réunion (COLIER, heute MEDEF), Initiator der Association pour l’emploi dans l’industrie et le commerce (ASSEDIC, Zusatzrentenkasse auf Réunion) sowie Mitinitiator eines Projekts zur Schaffung einer Freihandelszone.
Ferner war Barau Amateur-Ornithologe sowie korrespondierendes Mitglied des Muséum national d’histoire naturelle in Paris. 1982 veröffentlichte er in Zusammenarbeit mit Nicolas Barré und Christian Jouanin das Buch Oiseaux de la Réunion.
Barau starb im August 1989 an den Folgen eines Herzinfarktes.

## Dedikationsnamen

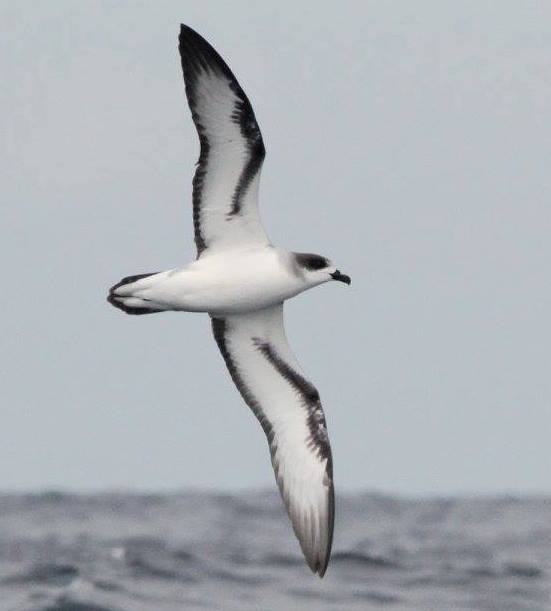
Armand Barau setzte sich für den Schutz des nach ihm benannten Barausturmvogels ein.

Christian Jouanin benannte 1964 den Barausturmvogel (Pterodroma baraui) zu Ehren von Armand Barau, der im April 1963 das Typusexemplar gesammelt hatte.